# Salero y Cabecicos de Villena
Salero y Cabecicos de Villena este o arie protejată (sit de importanță comunitară — SCI) din Spania întinsă pe o suprafață de 717,76 ha, integral pe uscat.

## Localizare
Centrul sitului Salero y Cabecicos de Villena este situat la coordonatele 38°38′09″N 0°54′56″W / 38.6358°N 0.9156°V.

## Înființare
Situl Salero y Cabecicos de Villena a fost declarat sit de importanță comunitară în iulie 2001 pentru a proteja 1 specie de animale.

## Biodiversitate
Situată în ecoregiunea mediteraneană, aria protejată conține 4 habitate naturale: Vegetație gipsofilă iberică (Gypsophiletalia), Stepe sărăturate mediteraneene (Limonietalia), Tufărișuri halo-nitrofile (Pegano-Salsoletea), Pășuni mediteraneene udate de apa mării (Juncetalia maritimi).
La baza desemnării sitului se află o specie protejată de  pești: Aphanius iberus.
Pe lângă speciile protejate, pe teritoriul sitului au mai fost identificate 6 specii de plante.